# 1999 în literatură
- 1998 în literatură — 1999 în literatură — 2000 în literatură

Anul 1999 în literatură a implicat o serie de evenimente și cărți noi semnificative.

## Cărți noi

### Ficțiune
- Isabel Allende – Daughter of Fortune (Hija de la fortuna)
- Aaron Allston
  - Solo Command
  - Starfighters of Adumar
- Laurie Halse Anderson – Speak
- Max Barry – Syrup
- Greg Bear – Darwin's Radio
- Raymond Benson
  - High Time to Kill
  - The World Is Not Enough
- Maeve Binchy – Tara Road
- François Bloemhof – Klipgooi
- Ben Bova – Return to Mars
- Terry Brooks – Star Wars: Episode I – The Phantom Menace
- Thomas Brussig – Am kürzeren Ende der Sonnenallee
- Bonnie Burnard – A Good House
- Stephen Chbosky – The Perks of Being a Wallflower
- Tracy Chevalier – Girl with a Pearl Earring
- J. M. Coetzee – Disgrace
- Matt Cohen – Elizabeth and After
- Bernard Cornwell
  - Sharpe's Fortress
  - Stonehenge: A Novel of 2000 BC
- Douglas Coupland – Miss Wyoming
- Robert Crais – L.A. Requiem
- Michael Crichton – Timeline
- August Derleth (editor) – New Horizons
- Marc Dugain – La Chambre des Officiers (The Officers' Ward)
- Frederic S. Durbin – Dragonfly
- Bret Easton Ellis – Glamorama
- Sebastian Faulks – Charlotte Gray
- Helen Fielding – Bridget Jones: The Edge of Reason
- Amanda Filipacchi – Vapor
- Anna Gavalda – Je voudrais que quelqu'un m'attende quelque part
- John Grisham – The Testament
- Ha Jin (哈金) – Waiting
- Joanne Harris – Chocolat
- Thomas Harris – Hannibal
- Ernest Hemingway – True at First Light
- Carl Hiaasen – Sick Puppy
- Stewart Home – Cunt
- Michel Houellebecq – Atomised
- Nancy Huston – The Mark of the Angel
- Jerry B. Jenkins and Tim LaHaye – Soul Harvest
- K. W. Jeter – Hard Merchandise
- Stephen King:
  - The Girl Who Loved Tom Gordon
  - Hearts in Atlantis
- László Krasznahorkai – War and War
- Jhumpa Lahiri – Interpreter of Maladies (short stories)
- Joe R. Lansdale
  - Veil's Visit: a Taste of Hap and Leonard
  - Freezer Burn
- John le Carré – Single & Single
- Jonathan Lethem – Motherless Brooklyn
- Ray Loriga – Tokio ya no nos quiere
- Frank McCourt -'Tis
- David Macfarlane – Summer Gone
- Alistair MacLeod – No Great Mischief
- Juliet Marillier – Daughter of the Forest
- Jeffrey Moore – Prisoner in a Red-Rose Chain
- Erwin Mortier – Marcel
- Chuck Palahniuk
  - Invisible Monsters
  - Survivor
- Tony Parsons – Man and Boy
- Terry Pratchett – The Fifth Elephant
- Kathy Reichs – Death du Jour
- Matthew Reilly – Temple
- Jennifer Roberson – Lady of Sherwood
- Louis Sachar – Holes
- R. A. Salvatore – Vector Prime
- Margit Sandemo – Skattejakten
- Neal Shusterman – Downsiders
- Michael Slade – Burnt Bones
- Susan Sontag – In America
- Michael Stackpole – Isard's Revenge
- Matthew Stadler – Allan Stein
- Danielle Steel – Irresistible Forces
- Neal Stephenson – Cryptonomicon
- Remy Sylado – Ca Bau Kan (The Courtesan)
- Koushun Takami (高見 広春) – Battle Royale
- Rose Tremain – Music and Silence
- Miloš Urban – Sedmikostelí (The Seven Churches)
- Andrew Vachss – Choice of Evil
- Jane Vandenburgh – 'The Physics of Sunset
- Vernor Vinge – A Deepness in the Sky
- Jeanette Winterson – The World and Other Places
- Timothy Zahn – The Icarus Hunt
- Roger Zelazny și Jane Lindskold – Lord Demon

## Teatru
- Jon Fosse – Dream of Autumn
- Julia Jordan – St Paul
- David Mamet – Boston Marriage
- Frank McGuinness – Dolly West's Kitchen
- Mark O'Rowe – Howie the Rookie
- August Wilson – King Hedley II

## Poezie
- Iona Opie – Here Comes Mother Goose
- Dejan Stojanović – Sunce sebe gleda (The Sun Watches Itself)[1]

## Non-ficțiune
- David Cairns – Berlioz: Volume 2, Servitude and Greatness 1832–1869
- Wayson Choy – Paper Shadows: A Chinatown Childhood
- The Dalai Lama – Ancient Wisdom, Modern World
- Samuel R. Delany – Times Square Red, Times Square Blue
- Freeman Dyson – The Sun, the Genome and the Internet
- Nicholas Goodrick-Clarke – Paracelsus: Essential Readings.
- Brian Greene – The Elegant Universe
- Deborah Harkness – John Dee's Conversations with Angels: Cabala, Alchemy, and the End of Nature
- Peter Jennings and Todd Brewster – The Century
- S.T. Joshi – Sixty Years of Arkham House
- Winona LaDuke – All our Relations: Native Struggles for Land and Life
- W. G. Sebald – Luftkrieg und Literatur (Air War and Literature, translated as On the Natural History of Destruction)
- David Southwell – Conspiracy Theories
- Dejan Stojanović – Razgovori (Conversations)[2]
- Monica Lovinescu - La apa Vavilonului

## Premii
- Premiul Nobel pentru Literatură: Günter Grass